# Oberviechtach
Oberviechtach (phát âm tiếng Đức: [oːbɐˈfiːçtax]) là một town tại huyện Schwandorf, bang Bayern, Đức. Đô thị này tọa lạc 31 km về phía đông nam của Weiden in der Oberpfalz, và 27 km về phía đông bắc của Schwandorf.